# Direito material
Direito material ou direito substantivo é o conjunto de normas que regulam os fatos jurídicos que se relacionam a bens e utilidades da vida, contrapondo-se, neste sentido, ao direito processual ou formal. Refere-se o termo à essência ou matéria do direito objetivo, ou seja, as regras abstratas criadoras das relações concretas de direito.
A distinção apareceu em meados do século XVIII, com o aparecimento de teorias que davam autonomia ao processo judicial, superando a fase imanentista que via o processo como mero procedimento e entendia a ação como o próprio direito substantivo em movimento.
Embora a fase científica tenha promovido um distanciamento entre direito material e processo, importante considerar o movimento iniciado por Pontes de Miranda, para o desenvolvimento de uma Teoria da ação de direito material, que reflete, dentre outros assuntos, com a necessidade de reaproximação entre direito e processo, inclusive na seara criminal. 